# Alex Wilkinson (football)
Pour les articles homonymes, voir Alex Wilkinson et Wilkinson.
Alex Wilkinson, né le 13 août 1984 à Sydney, est un footballeur australien qui évolue au poste de défenseur à Sydney FC.